# Лехтола, Ян
Ян Лехтола (фин. Jan Lehtola; род. 1972, Тампере, Финляндия) — финский органист.
Окончил с отличием отделение церковной музыки Академии Сибелиуса (1998), где учился игре на органе под руководством Матти Ханнулы и Олли Портана. Далее совершенствовал своё мастерство в Амстердаме у Жака ван Ортмерссена, в Штутгарте у Людгера Ломана, в Лионе у Луи Робийяра и в Париже у Наджи Хакима.
Дебютировал с сольным концертом в Хельсинки в 2000 году. В 2005 году защитил докторскую диссертацию, рассматривающую деятельность и творчество Оскара Мериканто как работу по культурному трансферу.
Выступал со всеми ведущими оркестрами Финляндии, концертировал в Вестминстерском аббатстве, лейпцигском Гевандхаусе, рижском Домском соборе и т. д. Осуществил премьеры многих написанных для него сочинений, в том числе произведений Тьерри Эскеша и Калеви Ахо. Записал ряд произведений И. С. Баха, Феликса Мендельсона, Камиля Сен-Санса, Шарля Мари Видора, Эйноюхани Раутаваары, первый альбом органной музыки Уильяма Дэйеса.
В 2003 г. провёл в Хельсинки Международный фестиваль Наджи Хакима. С 2007 г. художественный руководитель органного фестиваля Organo Novo в финской столице. В 2009—2014 гг. возглавлял Финское органное общество.